# 569년

## 연호
- 남진(南陳) 광대(光大) 3년 / 태건(太建) 원년
- 후량(後梁) 천보(天保) 8년
- 북제(北齊) 천통(天統) 5년
- 북주(北周) 천화(天和) 4년
- 신라(新羅) 대창(大昌) 2년

## 기년
- 남진(南陳) 선제(宣帝) 원년
- 북제(北齊) 후주(後主) 5년
- 북주(北周) 무제(武帝) 9년
- 신라(新羅) 진흥왕(眞興王) 30년
- 고구려(高句麗) 평원왕(平原王) 11년
- 백제(百濟) 위덕왕(威德王) 16년

## 사건
평양성 대동문 건설

## 탄생
- 수나라의 제2대 황제 수 양제 양광